# Конфьенца
Конфьенца (итал. Confienza) — коммуна в Италии, располагается в регионе Ломбардия, подчиняется административному центру Павия.
Население составляет 1636 человек, плотность населения составляет 63 чел./км². Занимает площадь 26 км². Почтовый индекс — 27030. Телефонный код — 0384.
Покровителем коммуны почитается святой Лаврентий. Праздник ежегодно празднуется 10 августа.